# Herfstpunt
Het herfstpunt (ook: herfstequinox, septemberequinox of herfstnachtevening) is het snijpunt van de schijnbare zonnebaan (ecliptica) door de hemelequator, recht tegenover het lentepunt. Als de zon, vanaf de aarde gezien, dit punt langs de ecliptica heeft bereikt, markeert dit het begin van de astronomische herfst op het noordelijk halfrond.
Een andere, meer paganistische benaming voor de herfstequinox is mabon. De naam Mabon verwijst naar een figuur uit de Welshe mythologie.
Lente-equinox (lentepunt) · Langste dag (zomerpunt/Litha) · Herfst-equinox (herfstpunt) · Kortste dag (winterpunt/Joel)